# Leucophyta
Leucophyta es un género monotípico de plantas con flores perteneciente a la familia de las asteráceas. Su única especie: Leucophyta brownii, es originaria de Australia.

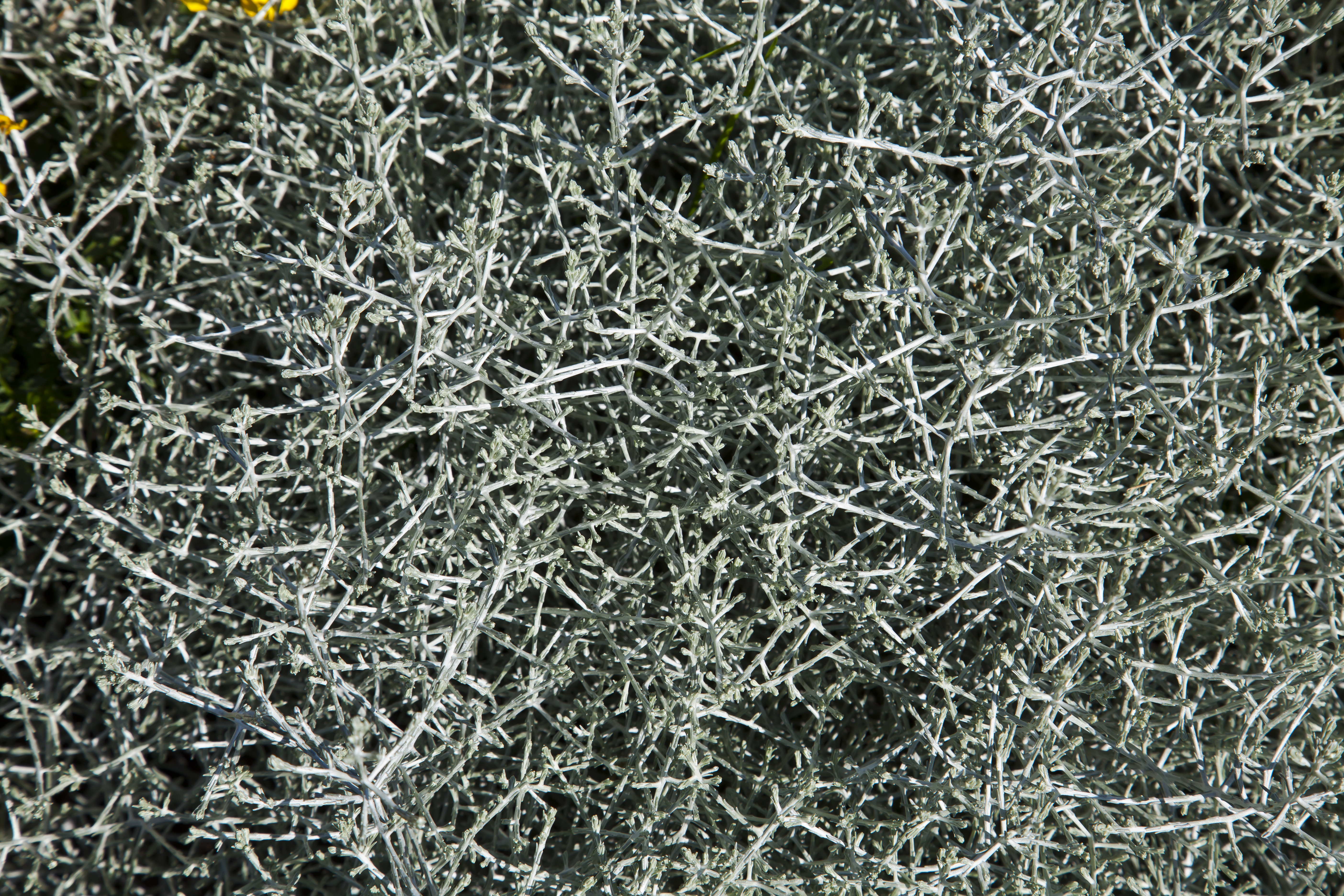
Detalle de las hojas.

## Descripción
Leucophyta brownii es un arbusto pequeño, redondeado con ramillas tomentosas enredadas que le dan un aspecto plateado. Se produce con frecuencia en las caras expuestas de los acantilados y las dunas de la costa sur de Australia. Aunque puede crecer hasta 1 metro de altura, su medida más general es de 0,2 a 0,7 metros de altura. Produce flores durante el verano (de diciembre a febrero en Australia). Estas son de color blanco - amarillo en cabezas globulares y de alrededor de 1 cm de diámetro.
La especie es común en el cultivo en Australia, con una forma enana seleccionada de Tasmania, conocida con el nombre cultivar 'Silver Nugget', también se cultiva.

## Taxonomía
El género fue descrito formalmente por primera vez por el botánico Robert Brown en el año 1817. Un número de especies que se incluyeron anteriormente en el género se han transferido a Blennodia y Calocephalus, dejando una sola especie: Leucophyta brownii que fue descrita por  Alexandre Henri Gabriel de Cassini   y publicado en Dictionnaire des Sciences Naturelles [Second edition] 26: 159. 1823.
Sinonimia
- Calocephalus brownii (Cass.) F.Muell.	 basónimo[3]